# Thornborough Henges

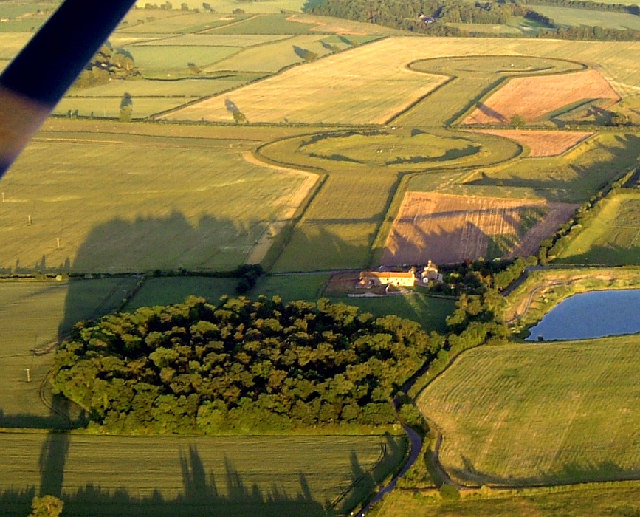
Die Thornborough Henges

Die Thornborough Henges in North Yorkshire sind drei jungsteinzeitliche Kreisanlagen auf einer fast zwei Kilometer langen, annähernd geraden Linie nördlich des Ortes Ripon in  England. Die drei gleich weit voneinander entfernt liegenden Henges mit einem Durchmesser von je 244 m bilden offensichtlich ein Ensemble. Auf derselben Linie liegen beidseits in einem Abstand bis über 45 km weitere Henges.
Die massiven Wälle der Thornborough Henges haben sowohl innen als auch außen einen 20 m breiten und drei Meter tiefen Graben. Die Wälle wurden aus großen Felsblöcken errichtet, die mit weißen Kalksteinbrocken bedeckt waren. Es scheint, dass das Weißen der Fassaden, das auch beim Passage tomb von Newgrange nachgewiesen ist, bewusst eingesetzt wurde. Ihre Zugänge liegen auf der Achse von Nordwesten nach Südosten.

## Funktion
Wie die drei großen Kreisanlagen der Priddy Circles in Somerset sind auch die drei Thornborough-Henges in nahezu gleichem räumlichen Abstand zueinander und in gleicher Größe entlang einer Achse errichtet worden. Diese Anordnung hat zusätzliche Fragen zu ihrer Nutzung aufgeworfen. 
Der Autor von populärwissenschaftlichen Büchern R. Castleden diskutiert als Erklärung für Dreizahl der Kreise ein rasantes Bevölkerungswachstum, das zusätzliche Kreise, z. B. als Sammelplatz oder Versammlungsort erforderlich gemacht habe. Diese Erklärung sei allerdings für kleine, verstreute Kreise eher akzeptabel. Es sei jedoch schwer nachvollziehbar, dass allein durch das Bevölkerungswachstum auch bei riesenhaften Kreisen wie denen bei Priddy, Thornborough oder Knowlton eine Verdoppelung bzw. Verdreifachung der umbauten Fläche nötig geworden sei. Es sehe so aus, als ob die Drillingshenges Teil eines schlüssigen Gesamtentwurfs gewesen und zur gleichen Zeit errichtet worden seien. 
Castleden hat die Thornboroug Henges ebenso wie die Priddy Circles als besondere Kultzentren gedeutet. Möglicherweise gebe es mehrere Gottheiten, die gesondert geehrt wurden.